# Дедекиндово число
Дедекиндово число — число {\displaystyle M(n)}, равное количеству монотонных булевых функций от {\displaystyle n} переменных. Эквивалентные определения: число антицепей подмножеств {\displaystyle n}-элементного множества; число элементов в свободной дистрибутивной решётке с {\displaystyle n} производящими; число абстрактных симплициальных комплексов с {\displaystyle n} элементами.
Последовательность {\displaystyle (M(n))} — быстрорастущая, и хотя известны асимптотические оценки {\displaystyle M(n)} и точное выражение в виде суммы, но явной вычислительной формулы нет, в связи с чем точное нахождение дедекиндовых чисел остаётся крайне сложной вычислительной задачей; по состоянию на 2023 год точные значения известны для {\displaystyle n\leqslant 9}:
2, 3, 6, 20, 168, 7581, 7828354, 2414682040998, 56130437228687557907788, 286386577668298411128469151667598498812366.
Числа от {\displaystyle M(0)} до {\displaystyle M(4)} вычислил Дедекинд в 1897 году и сформулировал задачу Дедекинда — найти способ вычисления последующих чисел. Число {\displaystyle M(5)} вычислил Чёрч в 1940 году, результат опроверг гипотезу Биркгофа, что {\displaystyle M(n)} всегда делится на {\displaystyle (2n-1)(2n-2)}. Числа {\displaystyle M(6)}, {\displaystyle M(7)}, {\displaystyle M(8)}, {\displaystyle M(9)} были вычислены соответственно в 1946, 1965, 1991 и 2023 годах.
Для нахождения {\displaystyle M(8)} использовался суперкомпьютер Cray 2. Число {\displaystyle M(9)} было получено двумя независимыми группами математиков: Кристиан Якель из Германии применил техники анализа формальных понятий и для вычислительной процедуры использовал графический ускоритель (5311 машиночаса на Nvidia A100); второй группе математиков из Бельгии потребовалось 47 тыс. машиночасов вычислений на ПЛИС Stratix 10 GX под управлением суперкомпьютера Noctua 2, занявших около трёх месяцев. Обе группы получили одинаковый результат вычислений числа {\displaystyle M(9)}, Якель опубликовал препринт на три дня раньше бельгийских коллег.
Если {\displaystyle n} чётно, то {\displaystyle M(n)} также должно быть чётным.
Точная формула для вычисления дедекиндовых чисел на основе логического определения антицепей была выведена в 1988 году:
{\displaystyle M(n)=\sum _{k=1}^{2^{2^{n}}}\prod _{j=1}^{2^{n}-1}\prod _{i=0}^{j-1}\left(1-b_{i}^{k}b_{j}^{k}\prod _{m=0}^{\log _{2}i}(1-b_{m}^{i}+b_{m}^{i}b_{m}^{j})\right)},
где {\displaystyle b_{i}^{k}} является {\displaystyle i}-м битом числа {\displaystyle k},
который может быть записан с помощью округления вниз:
{\displaystyle b_{i}^{k}=\left\lfloor {\frac {k}{2^{i}}}\right\rfloor -2\left\lfloor {\frac {k}{2^{i+1}}}\right\rfloor },
однако она бесполезна для практического вычисления значений {\displaystyle M(n)} для больших {\displaystyle n} ввиду большого числа членов суммирования.
В 2014 году был найден ещё один вариант формулы, с помощью которой суммированием можно найти дедекиндовы числа:
{\displaystyle M(n+2)=\sum _{\alpha ,\beta \in M_{n}}\left(|[\bot ,\alpha ]|2^{C_{\alpha },\beta }|[\beta ,\top ]|\right)}
Эта формула позволяет разложить решетку антицепей на подрешетки в пространствах меньшей размерности.
Логарифм дедекиндова числа можно оценить с помощью границ:
{\displaystyle {n \choose \lfloor n/2\rfloor }\leqslant \log _{2}M(n)\leqslant {n \choose \lfloor n/2\rfloor }\left(1+O\left({\frac {\log n}{n}}\right)\right)},
где неравенство слева подсчитывает число антицепей, в которых каждое множество имеет в точности {\displaystyle \lfloor n/2\rfloor } элементов; правая часть неравенства установлена в 1975 году.
В 1981 году были даны более точные оценки:
{\displaystyle M(n)=(1+o(1))2^{n \choose \lfloor n/2\rfloor }\exp a(n)}
для чётных {\displaystyle n} и:
{\displaystyle M(n)=(1+o(1))2^{n \choose \lfloor n/2\rfloor +1}\exp(b(n)+c(n))}
для нечётных {\displaystyle n}, где
{\displaystyle a(n)={n \choose n/2-1}(2^{-n/2}+n^{2}2^{-n-5}-n2^{-n-4})},
{\displaystyle b(n)={n \choose (n-3)/2}(2^{-(n+3)/2}+n^{2}2^{-n-6}-n2^{-n-3})},
{\displaystyle c(n)={n \choose (n-1)/2}(2^{-(n+1)/2}+n^{2}2^{-n-4})}.
Основная идея этих оценок заключается в том, что в большинстве антицепей все множества имеют размеры, очень близкие к {\displaystyle n/2}. Для {\displaystyle n=2,4,6,8} формула даёт оценку, которая имеет ошибку в 9,8 %, 10,2 %, 4,1 % и −3,3 % соответственно.

## Пример
Для {\displaystyle n=2} существует шесть монотонных булевых функций и шесть антицепей подмножеств двухэлементного множества {\displaystyle \{x,y\}}:
- функция {\displaystyle f(x,y)=\bot }, игнорирующая входные значения и всегда возвращающая {\displaystyle \bot }, соответствует пустой антицепи {\displaystyle \varnothing };
- логическая конъюнкция {\displaystyle f(x,y)=x\wedge y} соответствует антицепи {\displaystyle \{\{x,y\}\}}, содержащей единственное множество {\displaystyle \{x,y\}};
- функция {\displaystyle f(x,y)=x}, игнорирующая второй аргумент и возвращающая первый аргумент, соответствует антицепи {\displaystyle \{\{x\}\}}, содержащей единственное множество {\displaystyle \{x\}};
- функция {\displaystyle f(x,y)=y}, игнорирующая первый аргумент и возвращающая второй аргумент, соответствует антицепи {\displaystyle \{\{y\}\}}, содержащей единственное множество {\displaystyle \{y\}};
- логическая дизъюнкция {\displaystyle f(x,y)=x\vee y} соответствует антицепи {\displaystyle \{\{x\},\{y\}\}}, содержащей два множества {\displaystyle \{x\}} и {\displaystyle \{y\}};
- функция {\displaystyle f(x,y)=\top }, игнорирующая входные значения и всегда возвращающая истинное значение, соответствует антицепи {\displaystyle \{\varnothing \}}, содержащей только пустое множество.